# Шелино
Шелино (латыш. Šeļina) — деревня в России, в Пыталовском районе Псковской области. Входит в состав Утроинской волости.
Деревня расположена вдоль восточной границы города Пыталово.
C 1920 до 1944 гг. входила в состав Яунлатгальского (Абренского) уезда Латвии.

## Население
| 2001 | 2002 | 2010 |
| ---- | ---- | ---- |
| 167  | ↘159 | ↘140 |

## История
До 3 июня 2010 года деревня входила в состав Пыталовской волости, объединённой затем с Жоговской волостью в Утроинскую с центром в деревне Стехны.